# Allium psebaicum
Allium psebaicum là một loài thực vật có hoa trong họ Amaryllidaceae. Loài này được Mikheev mô tả khoa học đầu tiên năm 2004.